# برهان التبريزي
برهان التبريزي (المتوفى 1062 هـ/ 1651 م) هو لغوي وشاعر، من أهل تبريز.

## ترجمته
هو محمد حسين، وقيل حسين بن خلف التبريزي الهندي، المعروف ببرهان. رحل إلى الهند أيام السلطان عبد الله قطب شاه والي حيدر آباد الدكن، ومدحه في أشعاره وحظي لديه. تعلم من اللغات الفارسية والعربية والپهلوية واليونانية والسريانية والرومية والدرية والزندية وغيرها.

## آثاره
له:
- «ديوان شعر».[2]
- «برهان قاطع».[3]